# Sant Antoni de Pals
Sant Antoni de Pals és una església barroca de Pals (Baix Empordà) inclosa a l'Inventari del Patrimoni Arquitectònic de Catalunya.

## Descripció
Edifici de petites dimensions, de planta rectangular amb volta d'aresta i de teula a dues vessants sobre els paraments laterals.
És una construcció senzilla, amb la façana d'accés orientada a ponent, que presenta porta allindada, amb carreus ben escairats, una fornícula superior d'arc de mig punt i una senzilla rosassa feta amb una pedra de moldre.
El conjunt es completa amb un petit campanar de paret, d'una sola obertura.

## Història
La capella de Sant Antoni és un edifici bastit durant el segle xviii en estil barroc.